# 박정상
박정상(朴正祥, 1984년 8월 23일 ~ )은 대한민국의 바둑 기사이다. 현재 KBS 바둑왕전 해설자로 활약중이다.

## 학력
- 서울온곡초등학교
- 충암중학교
- 충암고등학교
- 한국외국어대학교 중국어학과

## 약력
- 유치원 시절 KBS 바둑큰잔치 유치부에서 3위하였다.
- 1994년 오리온배에서 준우승하였다.
- 1995년 김성준배 준우승
- 2000년 입단하였다.
- 2004년 SK가스배 신예프로10걸전에서 우승하였다.
- 2005년 바둑마스터즈에서 우승하였다.
- 2005년 바둑리그에서 우승하였다.
- 2006년 오스람코리아배 신예연승최강전에서 우승하였다.
- 2006년 바둑리그에서 우승하였다.
- 2006년에는 바둑 세계 대회인 후지쯔배에서 우승했다.
- 2007년 중환배 세계선수권대회에서 준우승했다.
- 2008년 월드마인드스포츠에서 은메달을 땄다.

- 바둑해설자로 활약중이다.

## 소개
- 1999년 박영훈이 입단을 했을 때, "아니, 어떻게 이런 약체가 입단을 했지?"라고 혹평을 하며 삭발했을 정도로 승부욕이 굉장했다. 하지만 두 사람은 현재 굉장히 절친한 사이.
- 2000년 연구생 내신 1위 시절 제86회 일반인 입단대회(5월 22-28일)를 통해 입단하고(김환수, 허영호, 박승현과 4자 동률 재대국에서 3승)[2] 이듬해 곧바로 삼성화재배 세계바둑선수권전에서 8강에 진출하는 등 신예강자로 거듭난다.
- 2004년 SK가스배 신예프로10걸전 우승을 통해 첫 타이틀을 획득하고 그해 바둑대상에서 신예기사상을 수상했다.
- 바둑계의 손꼽히던 노력파인 그는 그 노력이 끝내 결실을 맺어, 2006년 후지쓰배에 출전하여 저우허양을 꺾고 우승, 九단으로 승단함과 동시에 군 면제 혜택을 받았다. 당시 "죽을때까지 강해지겠다"라는 어록을 남겼다.
- 2007년부터 2011년까지는 한국 바둑계의 허리를 맡아 중환배 세계선수권 준우승, 월드마인드스포츠 은메달, LG배 세계대회8강등의 성적을 기록하였다.
- 한국바둑리그에 10년이상 출전하여 특출난 성적은 아니지만 꾸준한 모습을 보여주고 있다.
- 2011년 바둑tv진행자이자 아마추어 강자 김여원(1987.08.05 ~ )과 결혼하였다.
- 2013년부터 KBS바둑 해설위원을 맡고있다.
- 2016년부터 국가대표팀 코치를 맡고있다.

## KBS바둑 해설
- 2013년 : 현재 해설자로 활약중이다.

깔끔한 말솜씨와 빠른 수읽기, 논리적인 해설로 바둑팬들의 꾸준한 사랑을 받고 있다.

## 바둑 방송 경력
- KBS 바둑왕전 해설위원
- 바둑 TV 해설자로 활약함.